# Poecilophysis
Poecilophysis är ett släkte av spindeldjur som beskrevs av Octavius Pickard-Cambridge 1876. Poecilophysis ingår i familjen Rhagidiidae.
Kladogram enligt Dyntaxa:
| Poecilophysis | \| \| Poecilophysis faeroensis \| \| \| \| \| \| Poecilophysis pseudoreflexa \| \| \| \| \| \| Poecilophysis spelaea \| \| \| \| \| \| Poecilophysis weyerensis \| \| \| \| |
|               | \| \| Poecilophysis faeroensis \| \| \| \| \| \| Poecilophysis pseudoreflexa \| \| \| \| \| \| Poecilophysis spelaea \| \| \| \| \| \| Poecilophysis weyerensis \| \| \| \| |
|               | Foveacheles |
|               | |
|               | Rhagidia |
|               | |
|               | Robustocheles |
|               | |
|               | Poecilophysis faeroensis |
|               | |
|               | Poecilophysis pseudoreflexa |
|               | |
|               | Poecilophysis spelaea |
|               | |
|               | Poecilophysis weyerensis |
|               | |

|  | Poecilophysis faeroensis    |
|  |                             |
|  | Poecilophysis pseudoreflexa |
|  |                             |
|  | Poecilophysis spelaea       |
|  |                             |
|  | Poecilophysis weyerensis    |
|  |                             |